# Tằm
Tằm là ấu trùng của loài bướm tằm đã được thuần hóa có tên khoa học là Bombyx mori (Latin: "sâu tằm của cây dâu tằm"). Nó là loài côn trùng sinh tơ có giá trị kinh tế quan trọng. Tằm ăn lá dâu tằm trắng, nhưng nó cũng có thể ăn lá của bất kỳ cây nào thuộc chi dâu tằm (như Morus rubra hay Morus negra) cũng như Osage Orange. Nó hoàn toàn phụ thuộc vào con người và không có mặt trong tự nhiên hoang dã. Nghề nuôi tằm lấy tơ tằm thô đã được bắt đầu cách đây ít nhất 5.000 năm ở Trung Quốc, từ Trung Quốc nó được mang đến các nước như Hàn Quốc và Nhật Bản, và sau đó đến Ấn Độ và phương Tây.
Đây là loài được thuần hóa từ loài hoang dã Bombyx mandarina phân bố từ bắc Ấn Độ đến Trung Quốc, Hàn Quốc, Nhật Bản và các vùng viễn đông của Nga. Loài thuần hóa có nguồn gốc từ Trung Quốc hơn là Nhật Bản hay Hàn Quốc. Người ta không chắc rằng loài này được thuần hóa trước thời kỳ Đồ đá mới. Mãi cho đến sau khi có các công cụ được dùng để sản xuất tơ với số lượng lớn mới được phát triển. Loài thuần hóa B. mori và hoang dã B. mandarina vẫn có thể sinh sản và lai tạo.:342
Các bộ gen đầy đủ của tằm đã được International Silkworm Genome Consortium xuất bản năm 2008.

## Kén

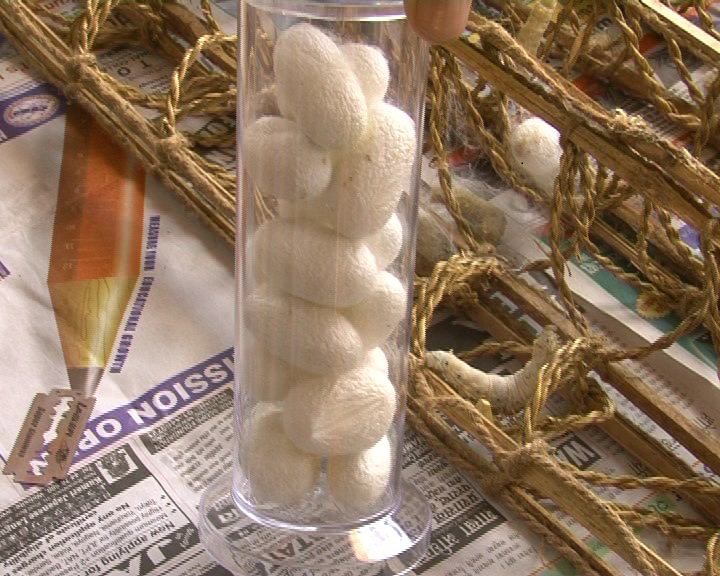
Kén tằm

Kén được làm thành tơ thô với chiều dài từ 300 đến khoảng 900 mét cho một kén. Sợi tơ rất mịn và bóng với đường kính khoảng 10 micromet. Khoảng từ 2.000 đến 3.000 kén có thể thu hoạch được 454 gram tơ. Có ít nhất khoảng 30 ngàn tấn tơ (70 triệu cân), với lượng tơ như thế cần gần 4 triệu tấn (10 tỉ cân) lá dâu tằm.
Theo E. L. Palmer, một cân tơ (0,453 kg) có thể làm thành một sợi chỉ tơ dài khoảng 1600 km (1.000 dặm). Sản lượng tơ thế giới tương đượng 70 tỉ dặm chỉ tơ. Tơ thường được xử lý để loại bỏ sáp tự nhiên như sericin, là một lớp bảo vệ gốc nước hòa tan được hóa cứng khi nó phơi ra ngoài không khí. Đôi khi người ta cũng nhuộm nó.

## Thư viện ảnh

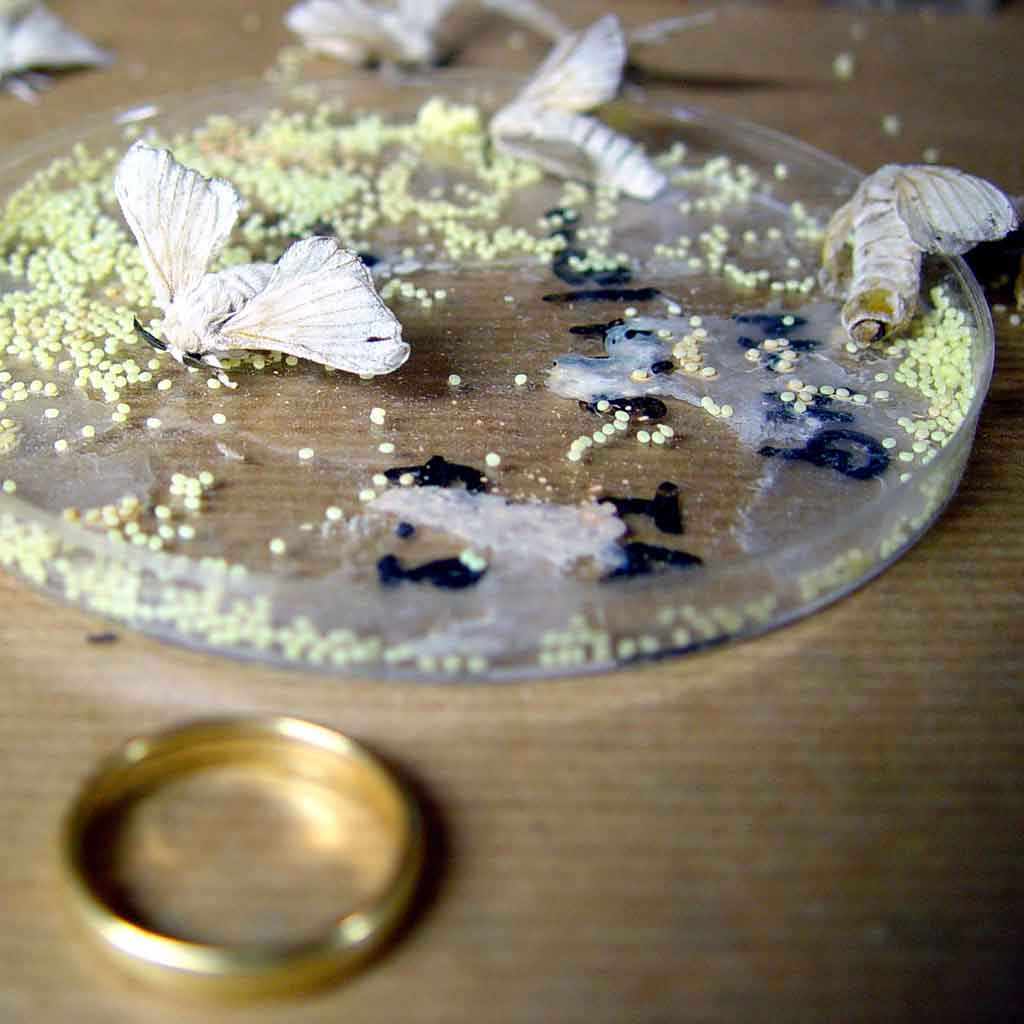
Tằm cái đang đẻ trứng
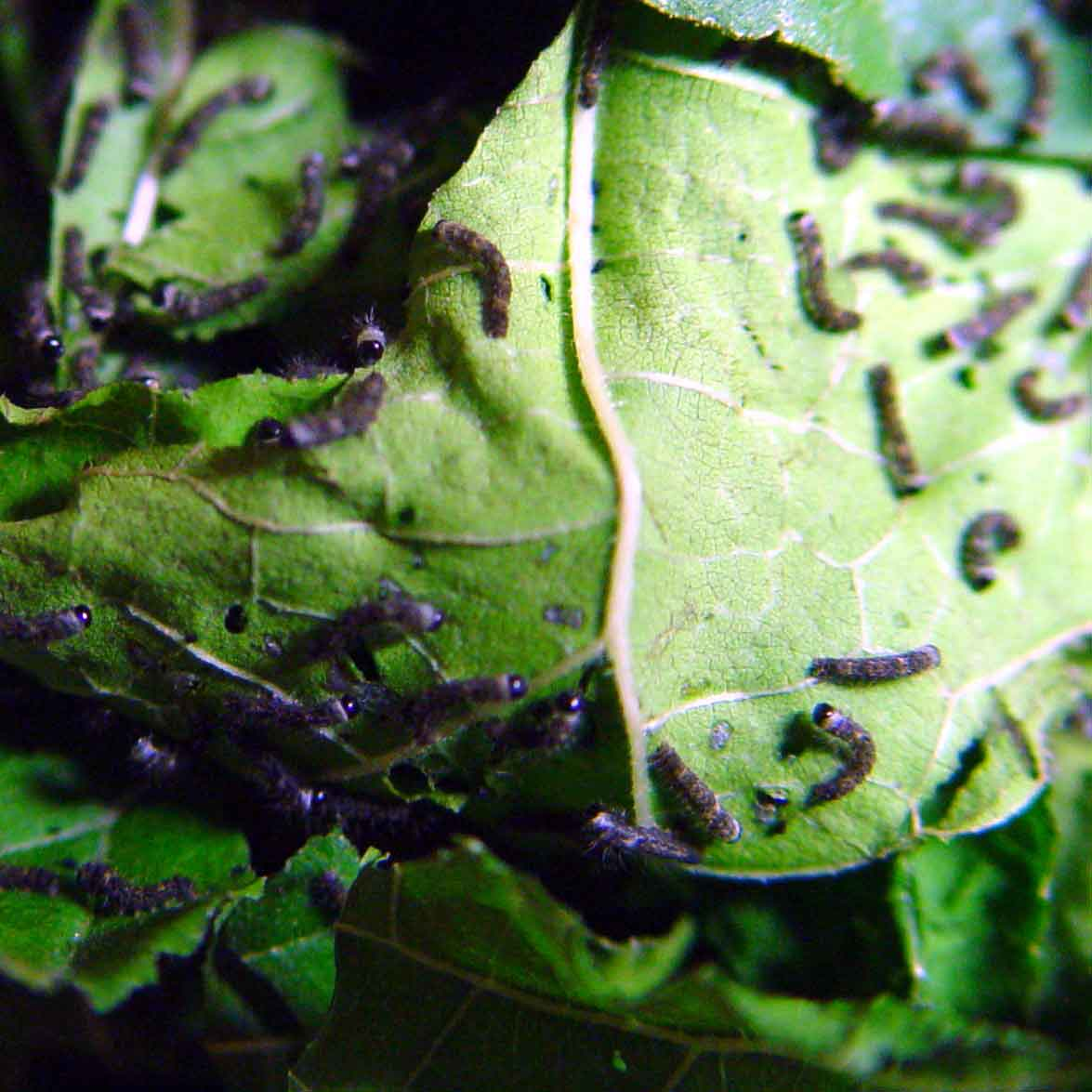
7-day (second instar) kego
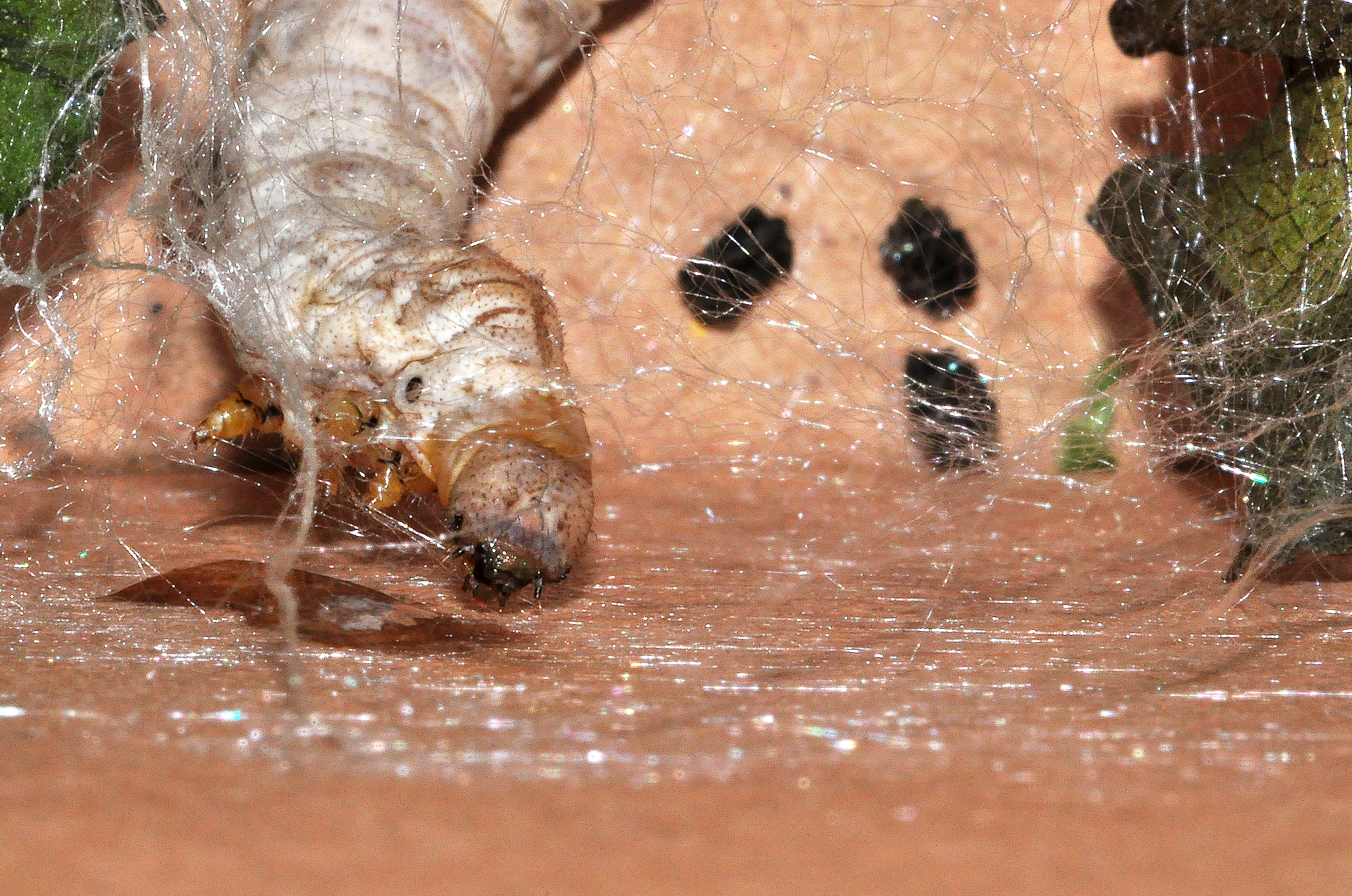
Silkworm in action, spinning a thread
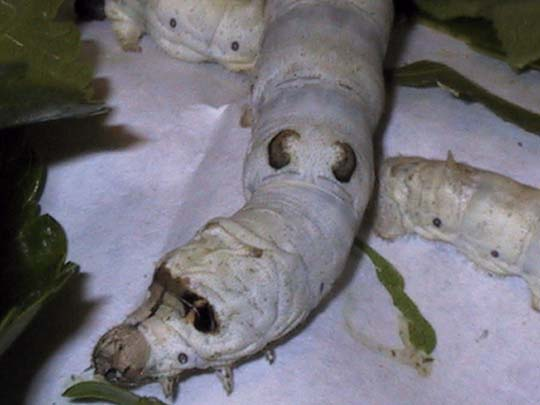
Silkworm, 5th instar.
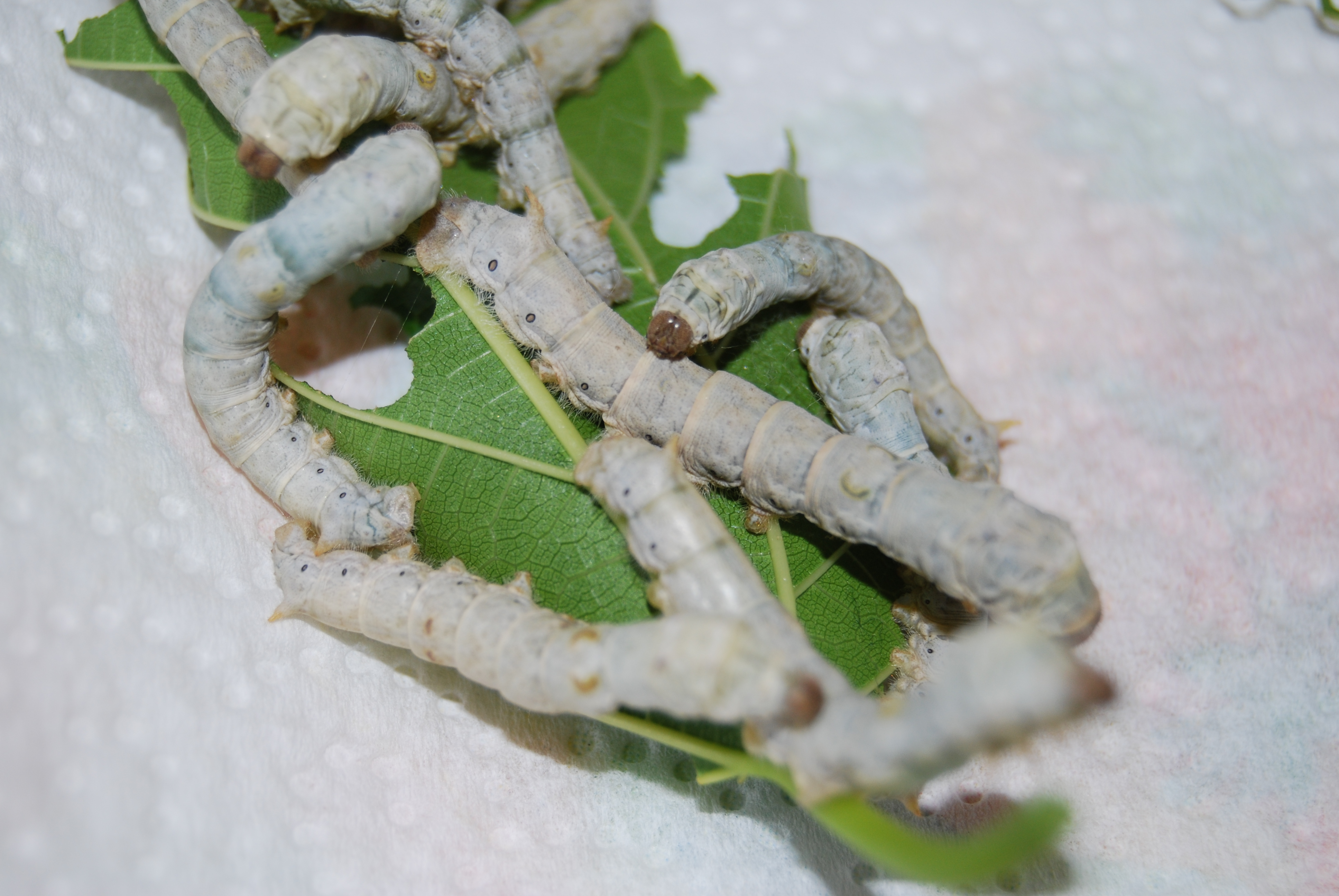
Fifth instar silkworm larvae, clustered on a leaf.
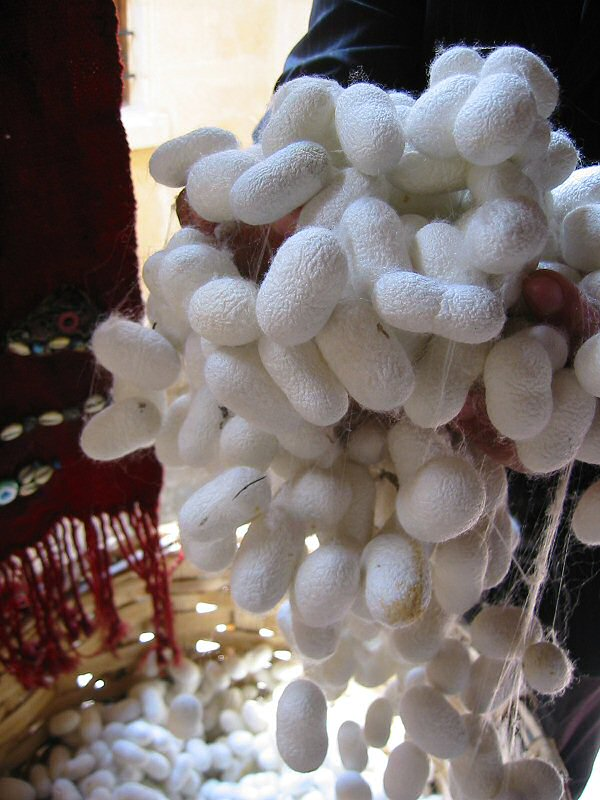
Kén tằm